# Kompol
Kompol is een bestuurslaag in het regentschap Bangkalan van de provincie Oost-Java, Indonesië. Kompol telt 3036 inwoners (volkstelling 2010).